# Javontae Hawkins
 (août 2023).
Pour les articles homonymes, voir Hawkins.
Javontae Hawkins (né le 13 novembre 1993) est un joueur professionnel américain de basket-ball.
Il joue ses deux premières années de basket-ball universitaire avec les Bulls de South Florida. 
Hawkins joue ensuite avec les Colonels du Kentucky et les Rams de Fordham. Il n'est pas choisi lors de la draft 2017 de la NBA.

## Carrière au lycée
Hawkins est un espoir quatre étoiles et classé en 89e position au classement général de la classe 2012. Il est sélectionné dans la meilleure équipe de l'État du Michigan alors qu'il joue pour le lycée catholique Powers (en). Il passe deux ans à Huntington Prep (en) à Huntington, en Virginie-Occidentale, où il obtient en moyenne 17,5 points et 3,5 rebonds par match. Hawkins est également classé à la 16e position par ESPN et 96e par CBS Sports Network.

## Carrière universitaire
En première année à South Florida en 2012-2013, Hawkins obtient des moyennes de 4,5 points et 1,6 rebond par match.
En deuxième année, il ne fait pas une bonne saison et la saison suivante, il est transféré aux Colonels du Kentucky. Il ne joue pas lors de la saison 2014-2015 (en) en raison des règles de transfert de la NCAA. Lors de sa campagne de l'année junior, il obtient des moyennes de 17,0 points, 5,0 rebonds et près de 3 passes décisives, ce qui lui vaut d'être sélectionné dans la deuxième meilleure équipe de la Ohio Valley Conference. Pour sa dernière saison, il joue avec les Rams de Fordham où il est le meilleur marqueur (14,0) et deuxième rebondeur (4,9) de son équipe.

## Carrière professionnelle

### Vilpas (2017-2018)
Après avoir été non choisi lors du draft 2017 de la NBA, Hawkins rejoint les Vilpas Vikings (en) de la Korisliiga, le championnat finlandais. Avec Vilpas, ses statistiques sont de 14,3 points, 4,3 rebonds et 1,1 passe décisive par match.

### Holargos (2018-2019)
Le 13 juillet 2018, Hawkins rejoint Holargos B.C. (en) dans le championnat grec.

### Crailsheim Merlins (2019-2020)
Le 3 août 2019, Hawkins signe aux Crailsheim Merlins (en) de la Bundesliga. Hawkins marque en moyenne 15,9 points par match en tirant à 53 %.

### Telekom Baskets Bonn (2021-2022)
Hawkins signe avec Riesen Ludwigsbourg le 27 juillet 2020, mais se déchire un ligament croisé au genou pendant la pré-saison. Il ne rejoue pas de la saison. Le 16 décembre 2021, Hawkins signe avec Telekom Baskets Bonn.

### Limoges CSP  (2022-2023)
Le 18 juillet 2022, il signe avec Limoges CSP dans le championnat de France. Il demande et obtient de quitter le CSP en février 2023.